# هزار و نهصد و هشتاد و چهار (فیلم ۱۹۸۴)
«هزار و نهصد و هشتاد و چهار» (انگلیسی: Nineteen Eighty-Four) فیلمی در ژانر علمی–تخیلی و تریلر سیاسی به کارگردانی مایکل ردفورد است که در سال ۱۹۸۴ منتشر شد. این فیلم بر اساس رمان ۱۹۸۴ یکی از معروف ترین رمان‌های سیاسی جهان نوشته جورج اورول ساخته شده‌است.
از بازیگران آن می‌توان به جان هارت، جان گولایتلی و ریچارد برتون اشاره کرد.
این فیلم در سال ۱۹۸۴ ساخته شده و صحنه‌ها در زمانی کاملاً مطابق با زمان داستان فیلم‌برداری شده‌اند.

## داستان
داستان در قاره اقیانوسیه که پایتخت آن لندن است با مطلبی حاکمیت حزبی فراگیر که بر ساحت خصوصی و عمومی و افراد نظارت کامل دارد شکل می‌گیرد. مهم ترین ابزار این نظارت، تلویزیون‌ها و پرده‌هایی دوربین‌دار (برادر بزرگ) است که در همه جا نصب شده و کسی قادر و جایز به خاموشی آن نیست مگر آن که صدای آن را کم کند. قهرمان داستان مردی ۳۹ ساله به نام وینستون اسمیت است که در وزارت حقیقت کار می کند و وظیفه‌اش جعل و بازنویسی بخش‌هایی از کتاب‌ها، نشریات و اسناد تاریخی و بایگانی‌شده‌ای است که با مصالح و ادعاهای روز احزاب مغایرت دارد و ...